# Malden
Malden (Independence island)  je nenaseljeni otok u sastavu Kiribata.

## Zemljopis
Nalazi se u grupaciji Linijskih otoka, 204 km sjeveroistočno od najbližeg susjeda, Starbucka.
Središte otoka ispunjava slana laguna površine ~13 km2 s velikim brojem manjih otočića. Iako nema dirketan prolaz, s oceanom je povezana putem podzemnih pukotina i rascjepa.
Na otoku se nekada eksploatirao guano, a 1956. vršene su na njemu i testiranja nuklearnog oružja. Otok je danas obrasato niskim raslinjem, a nedavna ispitivanja su pokazala da nije uništen ni podvodni svijet na grebenima oko otoka, uključujući tu koralje i veoma šarolik riblji svijet.

## Vanjske poveznice
|  | Zajednički poslužitelj ima još gradiva o temi Malden |